# Мейнард, Эндрю
Э́ндрю Ле́стер Ме́йнард (англ. Andrew Lester Maynard; 8 апреля 1964, Шеверли, Мэриленд, США) — американский боксёр полутяжёлой весовой категории, выступал за сборную США во второй половине 1980-х годов. Чемпион XXIV Олимпийских игр в весовой категории до 81 кг (1988). Бронзовый призёр Панамериканских игр (1987). Победитель и призёр многих международных турниров. В период 1989—2000 боксировал на профессиональном уровне, но без особых достижений.

## Биография
Эндрю Мейнард родился 8 апреля 1964 года в городе Шеверли, штат Мэриленд. Первого серьёзного успеха на ринге добился в 1987 году, когда в полутяжёлом весе выиграл национальное первенство и съездил на Панамериканские игры в Индианаполис, откуда привёз медаль бронзового достоинства. Год спустя вновь был лучшим на чемпионате США и благодаря череде удачных выступлений удостоился права защищать честь страны на летних Олимпийских играх 1988 года в Сеуле, где сенсационно победил всех своих соперников (в том числе чемпиона Европы Нурмагомеда Шанавазова в финале) и завоевал золотую медаль. Вскоре после этих соревнований решил покинуть сборную для того, чтобы попробовать силы в профессиональном боксе.
В феврале 1989 года Мейнард провёл свой первый профессиональный бой, в первом же раунде техническим нокаутом победил соотечественника Зака Уорти. В течение последующего года одолел множество оппонентов, завоевал и защитил пояс чемпиона Североамериканской боксёрской федерации, но в июне 1990 года потерпел первое поражение — нокаутом в седьмом раунде от Бобби Чеза. После череды из нескольких побед в январе 1991 года последовало ещё одно поражение, в одиннадцатом раунде боя с Фрэнком Тейтом Мейнард оказался в нокдауне, поднялся на ноги, но снова упал, поэтому рефери был вынужден остановить поединок.
Несмотря на неудачи, в том же году Мейнарду выпал шанс побороться за титул чемпиона мира в первом тяжёлом весе по версии Всемирного боксёрского совета (ВБС). Тем не менее, действующий чемпион, француз конголезского происхождения Анаклет Вамба выглядел лучше во всех двенадцати раундах и победил единогласным решением судей. С этого момента карьера Эндрю Мейнарда резко пошла на спад, он оставался на ринге ещё около десяти лет, но большинство поединков проиграл, причём далеко не самым сильным соперникам. В конце 2000 года после очередного поражения принял решение завершить карьеру спортсмена, всего в профессиональном боксе провёл 40 боёв, из них 26 окончил победой (в том числе 21 досрочно), 13 раз проиграл, в одном случае была зафиксирована ничья.